# Rio Anaș
O Rio Anaş é um rio da Romênia afluente do rio Tecşe, localizado no distrito de Covasna.